# Onze-Lieve-Vrouw van Hallekapel (Tremelo)

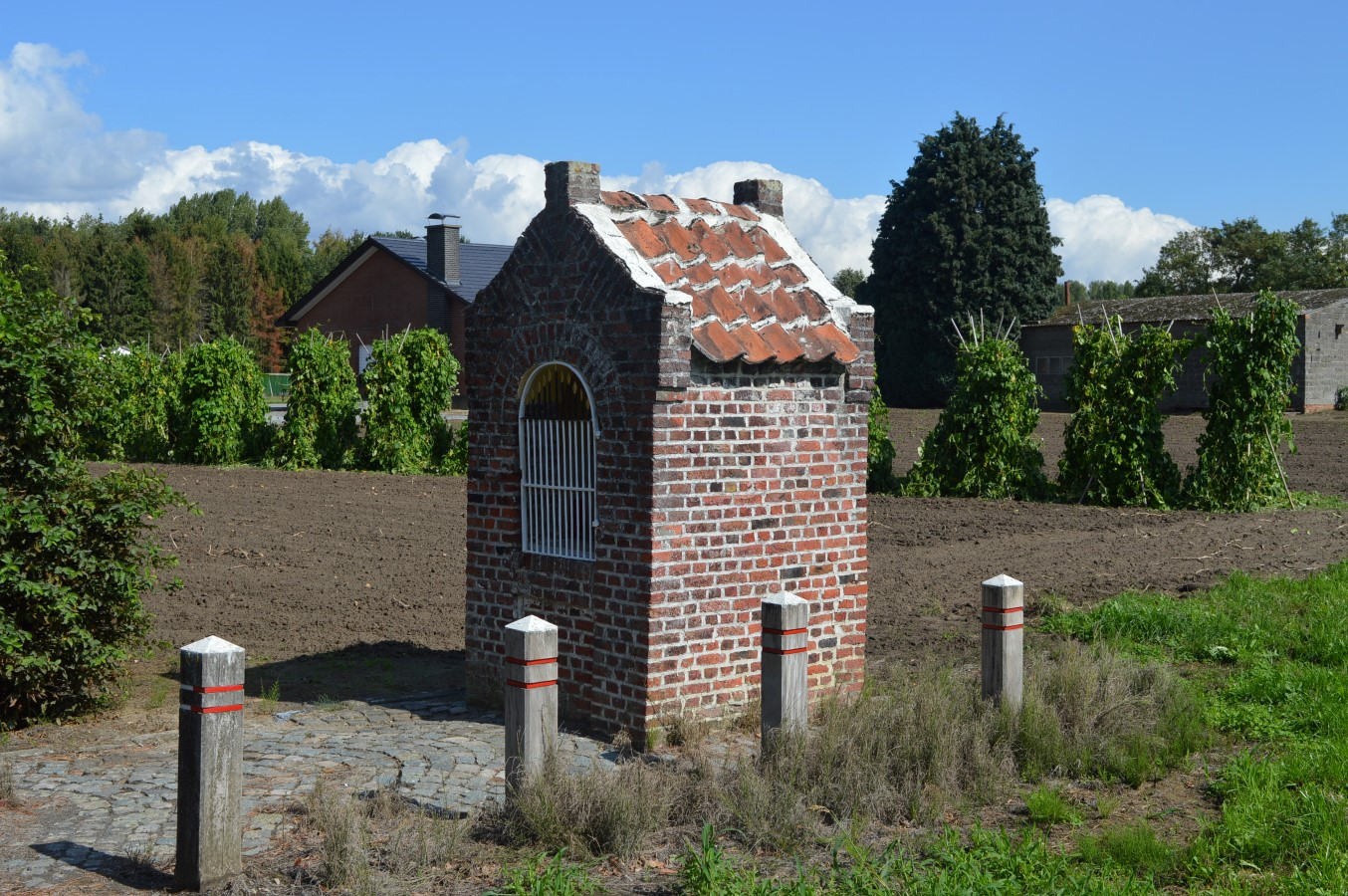
Onze-Lieve-Vrouw van Hallekapel

De Onze-Lieve-Vrouw van Hallekapel is een kapel in de tot de Vlaams-Brabantse gemeente Tremelo behorende plaats Baal, gelegen aan de Kleine Remerstraat.
Deze pijlerkapel werd opgericht in 1901 in opdracht van landbouwer Jozef De Haes-Verhaegen. Onze-Lieve-Vrouw van Halle is een naar verluidt miraculeus Mariabeeld dat zich bevindt in Halle en dat onder meer werd aangeroepen om te bewerkstelligen dat men de dienstplicht (die bij loting werd toegewezen) kon ontlopen door uitgeloot te worden. Hij zou de kapel hebben laten bouwen uit dankbaarheid dat zijn zoons niet in dienst hoefden.
Het betreft een bakstenen kapelletje onder zadeldak.